# Ceremonial mace

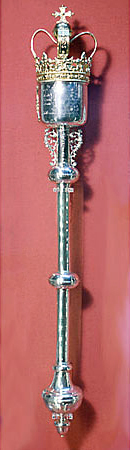
En ceremonial mace från London, 1694–95.

Ceremonial mace är en specifikt brittisk tradition, där man i stället för spiror eller ämbetsstavar använt vad som ursprungligen var en stridsklubba som auktoritetsymbol.
Maces är oftast av silver och rikt utstyrda. De engelska borgmästarna är ofta utrustade med en mace, och historiskt har de använts som tecken för flera högre ämbetsmän. Mest känd är underhusets mace, omtalad första gången på 1400-talet. De nu använda är tillverkade 1649. Vid parlamentets öppnande bärs den av en särskild funktionär, sergeant-at-arms, in i underhusets rum och placeras på ett bord i salen, där den som symbol för husets makt kvarligger, så länge the speaker intar sin ordförandeplats, och förflyttas endast för att ge bäraren nödvändig auktoritet vid överbringande av husets befallningar.